# 마가리야

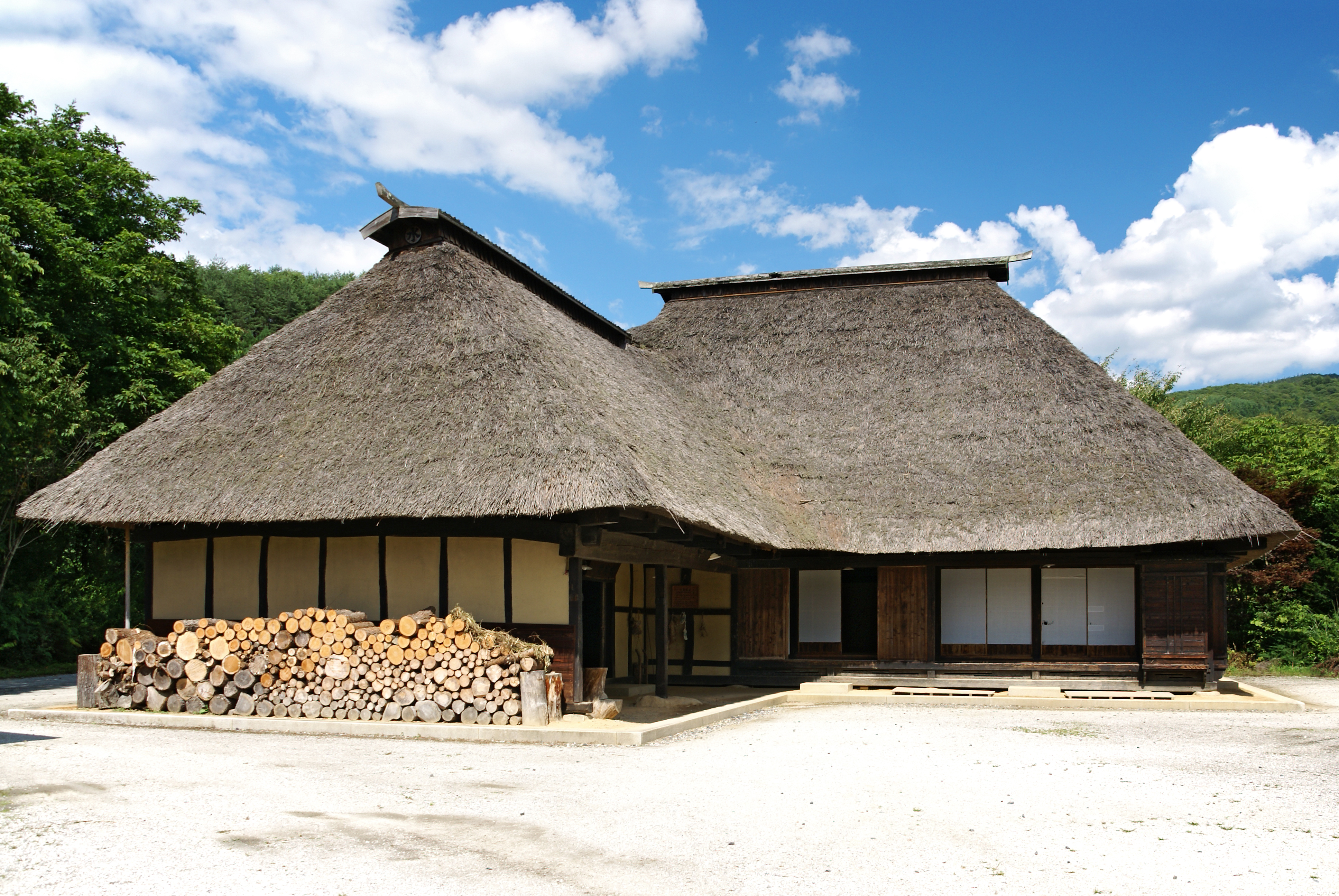
이와테현 토오노시의 마가리야.

마가리야(일본어: 曲り家→굽은 집)는 일본 전통 민가 건축양식의 일종으로, L자형 편명도를 가지는 농촌가옥이다.
가장 넓은 의미로는, 직사각형 평면도를 갖는 스고야(直屋, 직옥)에 대비되는 개념으로서 L자형 평면도를 가지는 가옥 전반을 말한다. 본채와 마구간이 붙어서 L자형을 이루기 때문에 L자로 “굽은 집”이라 불리는 것이다.
이런 L자형 가옥은 전국 각지에 분포하는데, 그 중 협의의 마가리야라고 할 수 있는 것이 “남부 마가리야(남부 곡가)”다. 남부계 곡가는 “중문조계 곡가”와 대비하여 설명되는데, 중문조계 곡가는 굽은 돌출부 끝에 중문구(中門口)라 하여 출입구가 존재한다. 이 출입구가 없으면 남부계 곡가이다.
지붕은 팔작초가지붕이다.